# Alkali Lake Indian Reserve 4A
Alkali Lake Indian Reserve 4A är ett reservat i Kanada.   Det ligger i provinsen British Columbia, i den sydvästra delen av landet, 3 400 km väster om huvudstaden Ottawa.
I omgivningarna runt Alkali Lake Indian Reserve 4A växer i huvudsak barrskog. Trakten runt Alkali Lake Indian Reserve 4A är nära nog obefolkad, med mindre än två invånare per kvadratkilometer.